# Jacob Silbermann
Jacob Silbermann (* 28. Juli 1907 in Rumänien; † 24. März 1978 in Düsseldorf) war ein rumänischer Schachspieler, -trainer und -historiker.

## Leben
Zusammen mit Esteban Canal teilte er 1936 den Turniersieg in Reus (Spanien). Von 1949 bis 1963 trainierte er die Nationalmannschaft Rumäniens. Später lebte Silbermann in Düsseldorf. Er war Rechtsanwalt. Zusammen mit Wolfgang Unzicker veröffentlichte er 1975 eine Geschichte des Schachspiels. Darin interessierte ihn neben dem Wirken der historischen Schachmeister auch der Einfluss des Schachspiels auf verschiedene Lebensbereiche.

## Veröffentlichungen (Auswahl)
- mit Wolfgang Unzicker: Geschichte des Schachspiels. Bertelsmann-Ratgeberverlag, München / Gütersloh / Wien 1975, ISBN 3-570-01335-9 (Taschenbuchausgabe unter dem Titel Geschichte des Schachs, Heyne, München 1979).
- Anastasia und das Schachspiel. Zum Roman von Wilhelm Heinse. In: Schach-Echo, Nr. 1/1977
- Beiträge zu Klaus Lindörfer: Großes Schach-Lexikon, Mosaik, München 1984, ISBN 84-499-8080-1
- Schachtriumph. Der Titelkampf Spasskij–Fischer warf viele Fragen auf, vor allem die uralte, nie gelöste: Was ist das Schach eigentlich? In: Die Zeit, Nr. 41/1972